# Akinori Nishizawa
Akinori Nishizawa (Shimizu (actualment Shizuoka), Prefectura de Shizuoka, Japó, 18 de juny 1976) és un futbolista japonès ja retirat que jugava com a davanter.
Fou 29 cops internacional amb la selecció japonesa, amb la qual marcà 11 gols entre 1997 i 2002 i participà en la Copa del Món de Futbol de 2002. Pel que fa a clubs, la majoria de la seva carrera la passà al Cerezo Osaka, amb breus estades al FC Volendam, al RCD Espanyol (el 2001) i al Bolton Wanderers.

## Palmarès
- Inclòs a l'onze ideal de la J-League el 2000
- Copa Asiàtica de futbol: 2000